# Reboursin
Reboursin ist eine französische Gemeinde mit 104 Einwohnern (Stand: 1. Januar 2022) im Département Indre in der Region Centre-Val de Loire. Sie gehört zum Kanton Levroux im Arrondissement Issoudun. Die Einwohner werden Reboursinois genannt.

## Geografie
Die Gemeinde Reboursin liegt am Flüsschen Pozon an der Grenzr zum Département Cher, 23 Kilometer südwestlich von Vierzon. Zu Reboursin gehören neben der Hauptsiedlung auch die Weiler Launay, Épargne und Prépoilé. Angrenzende Gemeinden sind Saint-Outrille im Nordwesten und Norden, Graçay im Norden und Nordosten, Meunet-sur-Vatan im Osten und Südosten, Vatan im Süden sowie Saint-Florentin im Süden und Westen.

## Bevölkerungsentwicklung
| Jahr                       | 1962 | 1968 | 1975 | 1982 | 1990 | 1999 | 2010 | 2020 |
| Einwohner                  | 138  | 131  | 103  | 109  | 101  | 98   | 121  | 101  |
| Quellen: Cassini und INSEE |      |      |      |      |      |      |      |      |

## Sehenswürdigkeiten
- Kapelle Notre-Dame-de-la-Paix (ehemaliges Bahnhofsgebäude)
- Schloss L’Abeaupinière